# Liste der Biografien/Gib
Liste der Biografien |
Portal Biografien |
Personensuche
# |
A |
B |
C |
D |
E |
F |
G |
H |
I |
J |
K |
L |
M |
N |
O |
P |
Q |
R |
S |
T |
U |
V |
W |
X |
Y |
Z |
?
 
Ga |
Gb |
Gc |
Gd |
Ge |
Gf |
Gh |
Gi |
Gj |
Gk |
Gl |
Gm |
Gn |
Go |
Gp |
Gq |
Gr |
Gs |
Gu |
Gv |
Gw |
Gy |
Gz
 
Gia |
Gib |
Gic |
Gid |
Gie |
Gif |
Gig |
Gih |
Gij |
Gik |
Gil |
Gim |
Gin |
Gio |
Gip |
Gir |
Gis |
Git |
Giu |
Giv |
Giw |
Giy |
Giz
Die Liste der Biografien führt alle Personen auf, die in der deutschsprachigen Wikipedia einen Artikel haben. Dieses ist eine Teilliste mit 358 Einträgen von Personen, deren Namen mit den Buchstaben „Gib“ beginnt.

## Gib

### Giba
- Gibala, Mike (* 1972), kanadisch-irischer Basketballspieler
- Gibalin, Boris Dmitrijewitsch (1911–1982), russischer Komponist
- Gibalowski, Willi (* 1940), deutscher Fußballspieler
- Gibas, Monika (* 1951), deutsche Historikerin
- Gibaud, Aimé (1885–1957), französischer Schachspieler
- Gibault, Claire (* 1945), französische Politikerin (UMP), MdEP

### Gibb
- Gibb, Andy (1958–1988), englisch-australischer Sänger
- Gibb, Barry (* 1946), englisch-australischer Musiker, Mitglied der Bee Gees; Sänger, Komponist, ProduzentBarry Gibb (* 1946)

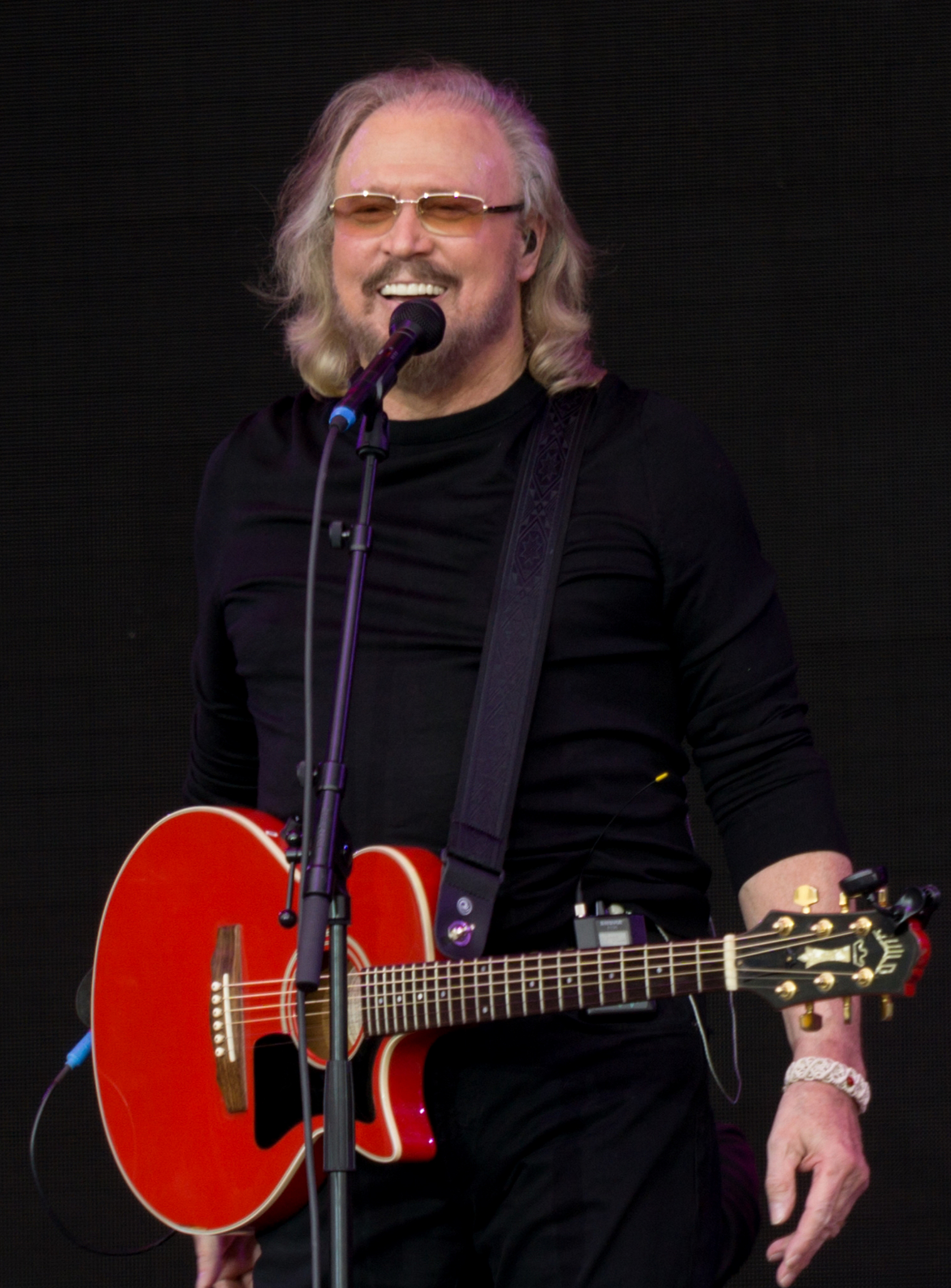
Barry Gibb (* 1946)

- Gibb, Bobbi (* 1942), US-amerikanische Läuferin
- Gibb, Camilla (* 1968), kanadische Schriftstellerin englischer Herkunft
- Gibb, Cynthia (* 1963), US-amerikanische Schauspielerin
- Gibb, Donald (* 1954), US-amerikanischer Schauspieler
- Gibb, Elias John Wilkinson (1857–1901), schottischer Orientalist
- Gibb, Ellison Scotland (1879–1970), schottisch-britische Suffragette und Schachspielerin
- Gibb, Frederick W. (1908–1968), US-amerikanischer Offizier, Generalmajor der US-Army
- Gibb, Hamilton Alexander Rosskeen (1895–1971), schottischer Islamwissenschaftler und Nahostexperte
- Gibb, Jacob (* 1976), US-amerikanischer Beachvolleyballspieler
- Gibb, James (1853–1930), englischer Ingenieur und Geschäftsmann
- Gibb, Maurice (1949–2003), britischer Musiker, Mitglied der Bee Gees
- Gibb, Nick (* 1960), britischer Politiker
- Gibb, Robin (1949–2012), britischer Sänger, Bee-Gees-MitgliedRobin Gibb (1949–2012)

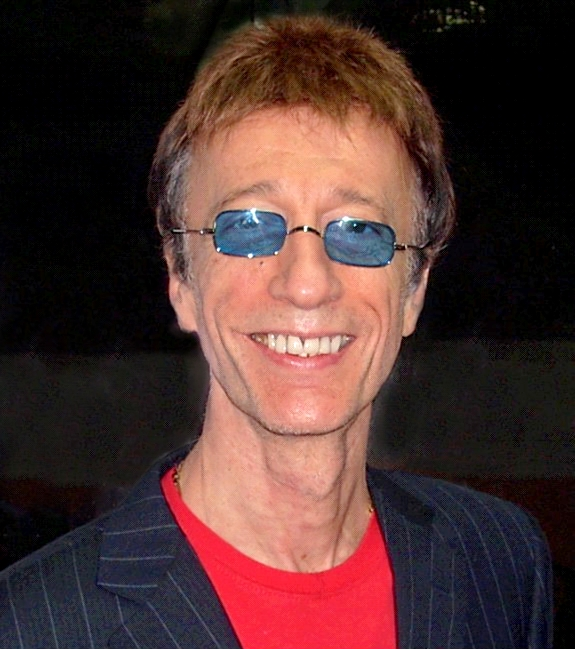
Robin Gibb (1949–2012)

- Gibb, Tony (* 1976), britischer Radrennfahrer
- Gibb, William (1852–1888), schottischer Fußballspieler
- Gibba (1924–2018), italienischer Trickfilmer
- Gibba, Kawsu L., gambischer Politiker
- Gibba, Lamin Leroy (* 1994), deutscher Schauspieler, Drehbuchautor und Filmproduzent
- Gibbard, Allan (* 1942), US-amerikanischer Philosoph
- Gibbard, Ben (* 1976), US-amerikanischer Musiker
- Gibbard, Philip (* 1949), britischer Geograph und Quartärforscher
- Gibbels, Ellen (1929–2023), deutsche Neurologin, Psychiaterin und Hochschullehrerin
- Gibbens, Gladys (1893–1983), US-amerikanische Mathematikerin und Hochschullehrerin
- Gibbens, Kevin (* 1979), englischer Fußballspieler
- Gibbert, Paul (1898–1967), deutscher Politiker (Zentrum, CDU), MdR, MdL, MdB
- Gibbes, Robert (1644–1715), englischer Politiker; Gouverneur der Province of South Carolina
- Gibbings, Robert (1889–1958), irischer Künstler und Schriftsteller
- Gibbins, David (* 1962), kanadischer Autor und Unterwasserarchäologe
- Gibbins, Juliane (* 1973), deutsche Schauspielerin
- Gibbins, Roger (1947–2024), kanadischer Politikwissenschaftler
- Gibbon, Edward (1737–1794), britischer HistorikerEdward Gibbon (1737–1794)

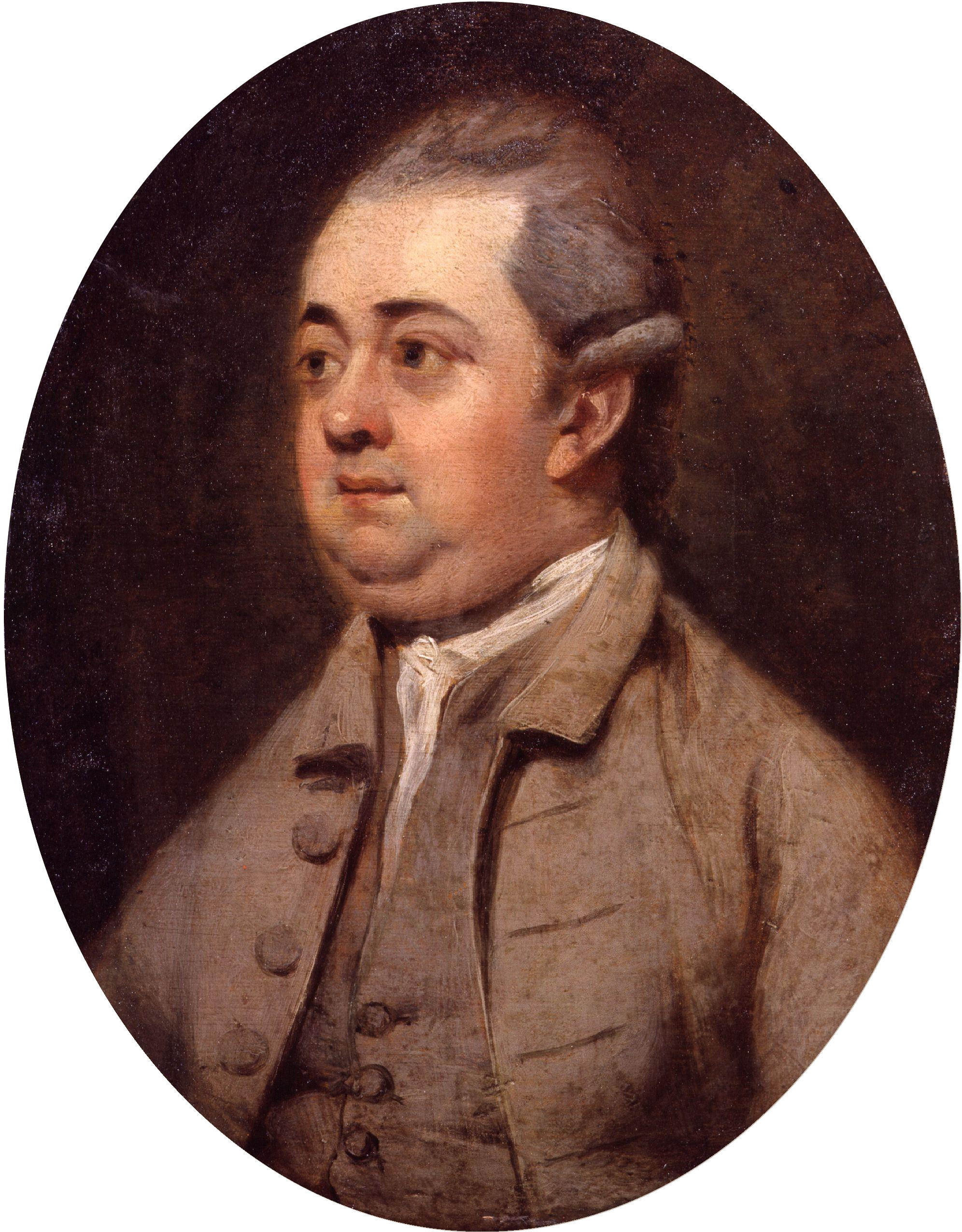
Edward Gibbon (1737–1794)

- Gibbon, Jessica (* 1996), britische Langstreckenläuferin
- Gibbon, John (1827–1896), General der US-Armee
- Gibbon, John (1917–1997), britischer General
- Gibbon, John Heysham (1903–1973), US-amerikanischer Chirurg und Erfinder der Herz-Lungen-Maschine
- Gibbon, Lewis Grassic (1901–1935), schottischer Schriftsteller
- Gibbon, Mark, kanadischer Schauspieler, Stuntman und Synchronsprecher
- Gibbon, Roger (* 1944), trinidadischer Radrennfahrer
- Gibbon, Terry (* 1982), britischer Truckrennfahrer
- Gibbons, Artoria (1893–1985), amerikanische Schaustellerin
- Gibbons, Beth (* 1965), britische Popsängerin
- Gibbons, Billy (* 1949), US-amerikanischer BluesrockmusikerBilly Gibbons (* 1949)

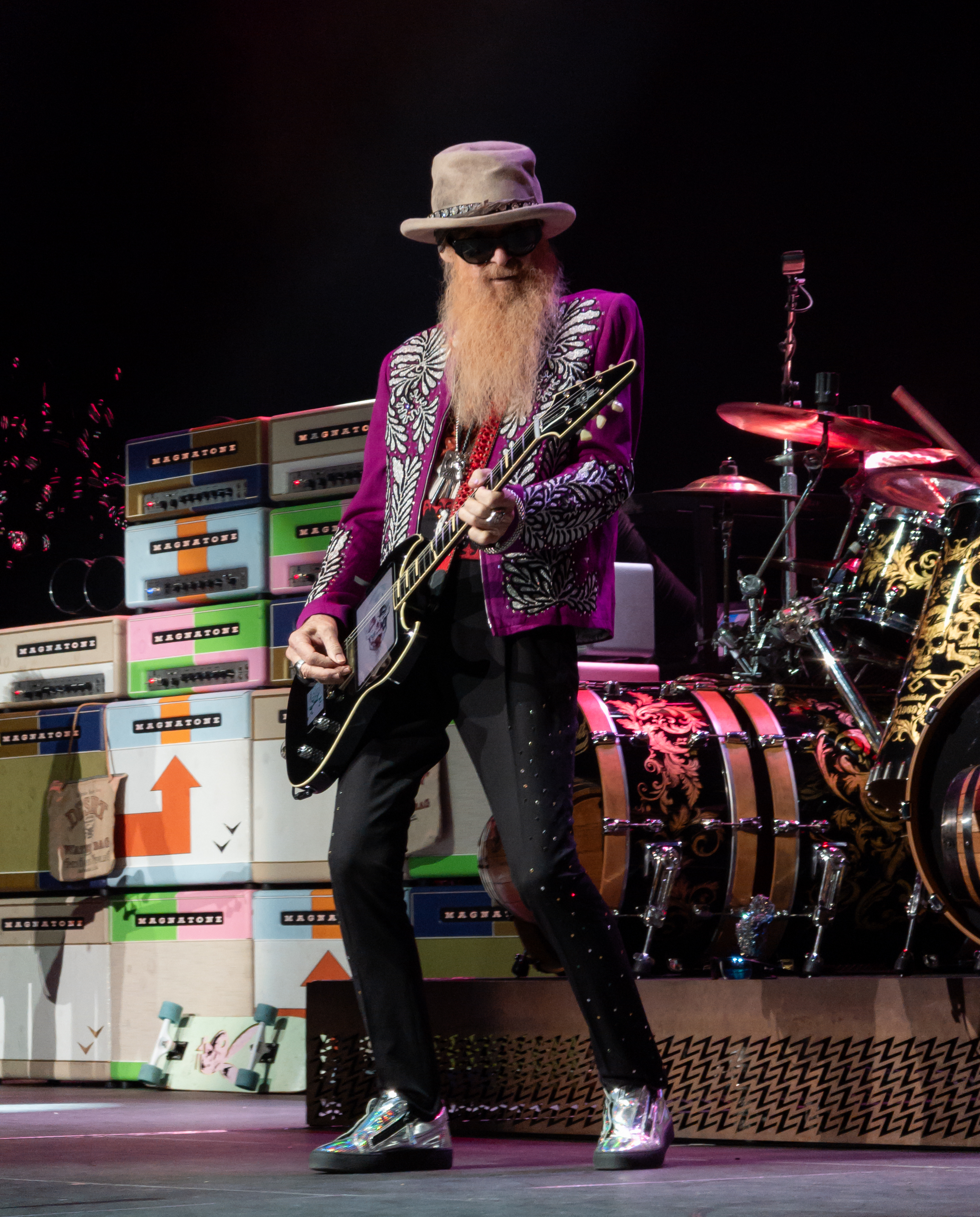
Billy Gibbons (* 1949)

- Gibbons, Brian (* 1988), US-amerikanischer Eishockeyspieler
- Gibbons, Cedric (1893–1960), US-amerikanischer Art Director
- Gibbons, Christopher († 1676), englischer Organist und Komponist
- Gibbons, Dave (* 1949), britischer Illustrator, Comic-Zeichner
- Gibbons, Edmund Francis (1868–1964), US-amerikanischer Geistlicher, Bischof von Albany
- Gibbons, Edward Stanley (1840–1913), englischer Philatelist, der das Unternehmen Stanley Gibbons Ltd. gründete
- Gibbons, Floyd (1887–1939), US-amerikanischer Journalist und Hörfunkmoderator
- Gibbons, Franco, palauischer Häuptling und Politiker
- Gibbons, Gary (* 1946), britischer theoretischer Physiker
- Gibbons, Gemma (* 1987), britische Judoka
- Gibbons, Gerald T. (1934–2007), US-amerikanischer Politiker
- Gibbons, Grinling (1648–1721), niederländisch-englischer Bildhauer
- Gibbons, Harold J. (1910–1982), US-amerikanischer Gewerkschafter
- Gibbons, Hugh (1916–2007), irischer Politiker
- Gibbons, Ian R. (1931–2018), britischer Molekularbiologe
- Gibbons, James (1834–1921), US-amerikanischer Kardinal und Erzbischof von Baltimore
- Gibbons, James (1894–1979), US-amerikanischer Spezialeffektkünstler
- Gibbons, James (1924–1997), irischer Politiker (Fianna Fáil)
- Gibbons, Jennifer (1963–1993), britische Zwillingsschwester und Autorin
- Gibbons, Jim (* 1944), US-amerikanischer Politiker (Republikanische Partei)
- Gibbons, John C. († 2021), palauischer Politiker
- Gibbons, John H. (1929–2015), US-amerikanischer Physiker
- Gibbons, June (* 1963), britische Zwillingsschwester und Autorin
- Gibbons, Len (1930–2011), englischer Fußballspieler
- Gibbons, Martin (* 1953), irischer Politiker
- Gibbons, Mike (1887–1956), US-amerikanischer Boxer im Mittelgewicht
- Gibbons, Orlando († 1625), englischer Komponist der RenaissanceOrlando Gibbons († 1625)

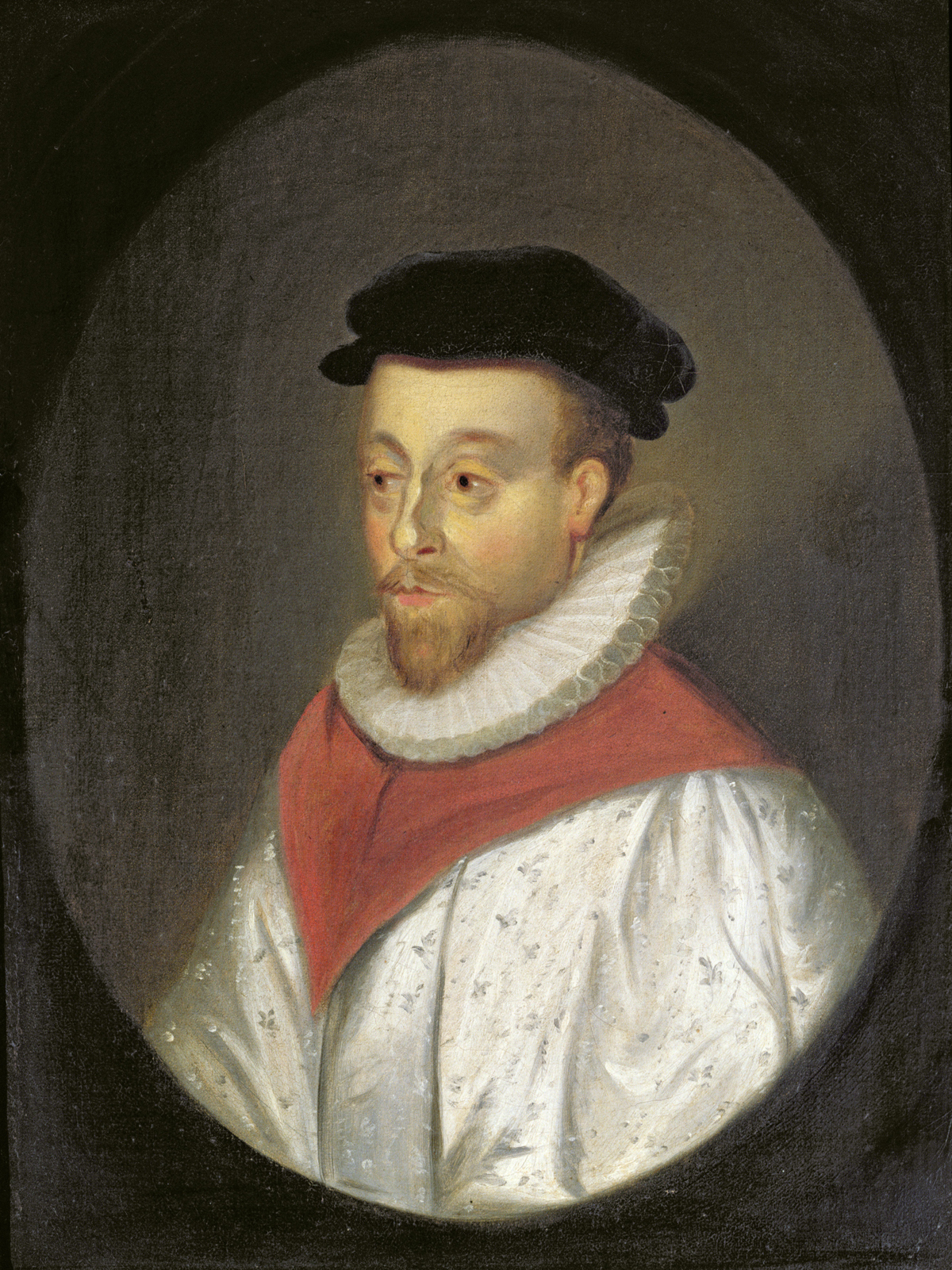
Orlando Gibbons († 1625)

- Gibbons, Phillip, US-amerikanischer Informatiker
- Gibbons, Ryan (* 1994), südafrikanischer Radrennfahrer
- Gibbons, Sam (1920–2012), US-amerikanischer Politiker
- Gibbons, Seán (1883–1952), irischer Politiker
- Gibbons, Stella (1902–1989), britische Autorin, Journalistin und Lyrikerin
- Gibbons, Steve (* 1941), englischer Rockgitarrist und -sänger, Songwriter und Bandleader
- Gibbons, Tommy (1891–1960), US-amerikanischer Boxer
- Gibbons, William (1726–1800), US-amerikanischer Politiker
- Gibbons, Yutaka (1944–2021), palauischer Häuptling von Koror
- Gibbs Kohl, Benjamin (1938–2010), amerikanischer Historiker
- Gibbs, Addison Crandall (1825–1886), US-amerikanischer Politiker
- Gibbs, Antony (1925–2016), britischer Filmeditor
- Gibbs, Audrey, US-amerikanische Schauspielerin
- Gibbs, Barnett (1851–1904), US-amerikanischer Politiker
- Gibbs, Barry (* 1948), kanadischer Eishockeyspieler
- Gibbs, Benjamin (1937–2021), neuseeländischer Philosoph, Religionswissenschaftler und Mystiker
- Gibbs, Bob (* 1954), US-amerikanischer Politiker der Republikanischen Partei
- Gibbs, Calvin (* 1985), Stabsunteroffizier in der US-amerikanischen Armee
- Gibbs, Cecil Armstrong (1889–1960), englischer Komponist
- Gibbs, Christopher (1938–2018), englischer Antiquitätenhändler
- Gibbs, Christopher H. (* 1958), US-amerikanischer Musikwissenschaftler
- Gibbs, Connor (* 2001), US-amerikanischer Schauspieler
- Gibbs, Cory (* 1980), US-amerikanischer Fußballspieler
- Gibbs, David (* 1958), britischer Naturforscher
- Gibbs, Doon (* 1954), US-amerikanischer Physiker
- Gibbs, Florence Reville (1890–1964), US-amerikanische Politikerin
- Gibbs, Frank Stannard (1895–1983), britischer Botschafter
- Gibbs, Freddie (* 1982), US-amerikanischer RapperFreddie Gibbs (* 1982)

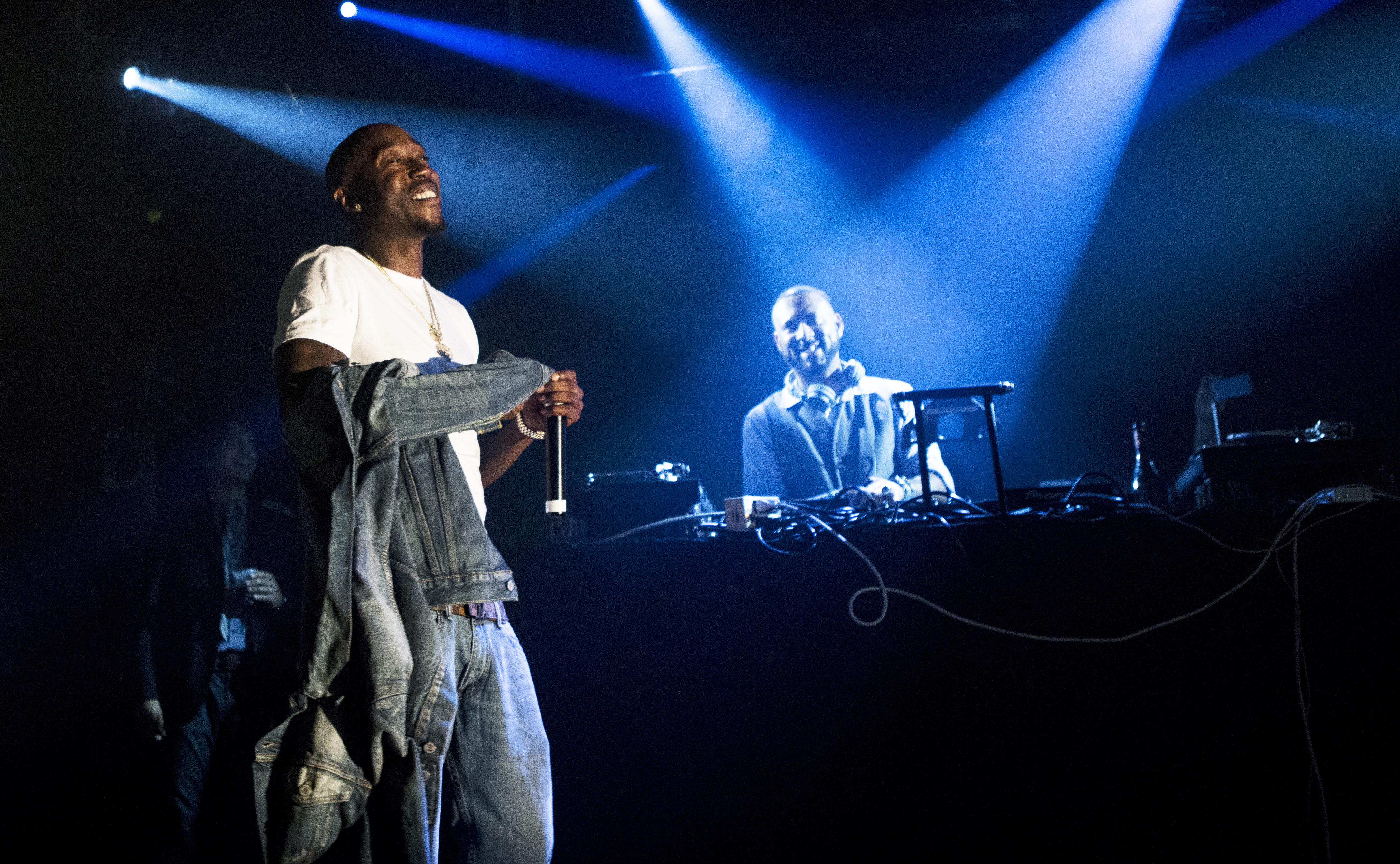
Freddie Gibbs (* 1982)

- Gibbs, Frederic A. (1903–1992), US-amerikanischer Neurologe
- Gibbs, George (1937–2020), US-amerikanischer Effektkünstler, VFX Supervisor
- Gibbs, Georgia (1919–2006), US-amerikanische Pop- und Jazzsängerin
- Gibbs, Gerald (1907–1990), britischer Kameramann
- Gibbs, Gerry (* 1964), US-amerikanischer Jazzmusiker (Schlagzeug)
- Gibbs, Holly (* 1997), britische Schauspielerin
- Gibbs, Humphrey (1902–1990), simbabnischer Generalgouverneur der britischen Kolonie Südrhodesien
- Gibbs, Hyatt M. (1938–2012), US-amerikanischer Physiker
- Gibbs, Isaac Alexander (1849–1889), britischer Maler
- Gibbs, Jahmyr (* 2002), US-amerikanischer American-Football-Spieler
- Gibbs, James (1682–1754), schottischer Architekt
- Gibbs, Jeff (* 1980), US-amerikanischer Basketballspieler
- Gibbs, Joe (* 1940), US-amerikanischer Footballtrainer und Eigentümer eines NASCAR-Teams
- Gibbs, Joe (1942–2008), jamaikanischer Musikproduzent
- Gibbs, Joe (* 1960), kanadischer Eishockeyfunktionär und ehemaliger -spieler
- Gibbs, Joey (* 1992), australischer Fußballspieler
- Gibbs, John (1917–2007), britischer Theologe und Bischof von Coventry
- Gibbs, John Dixon (1834–1912), englischer Elektrotechniker
- Gibbs, John L. (1838–1908), US-amerikanischer Politiker
- Gibbs, Jonica T., US-amerikanische Fernsehproduzentin, Komikerin und Schauspielerin
- Gibbs, Joseph (1699–1788), englischer Komponist
- Gibbs, Josiah Willard (1839–1903), amerikanischer PhysikerJosiah Willard Gibbs (1839–1903)

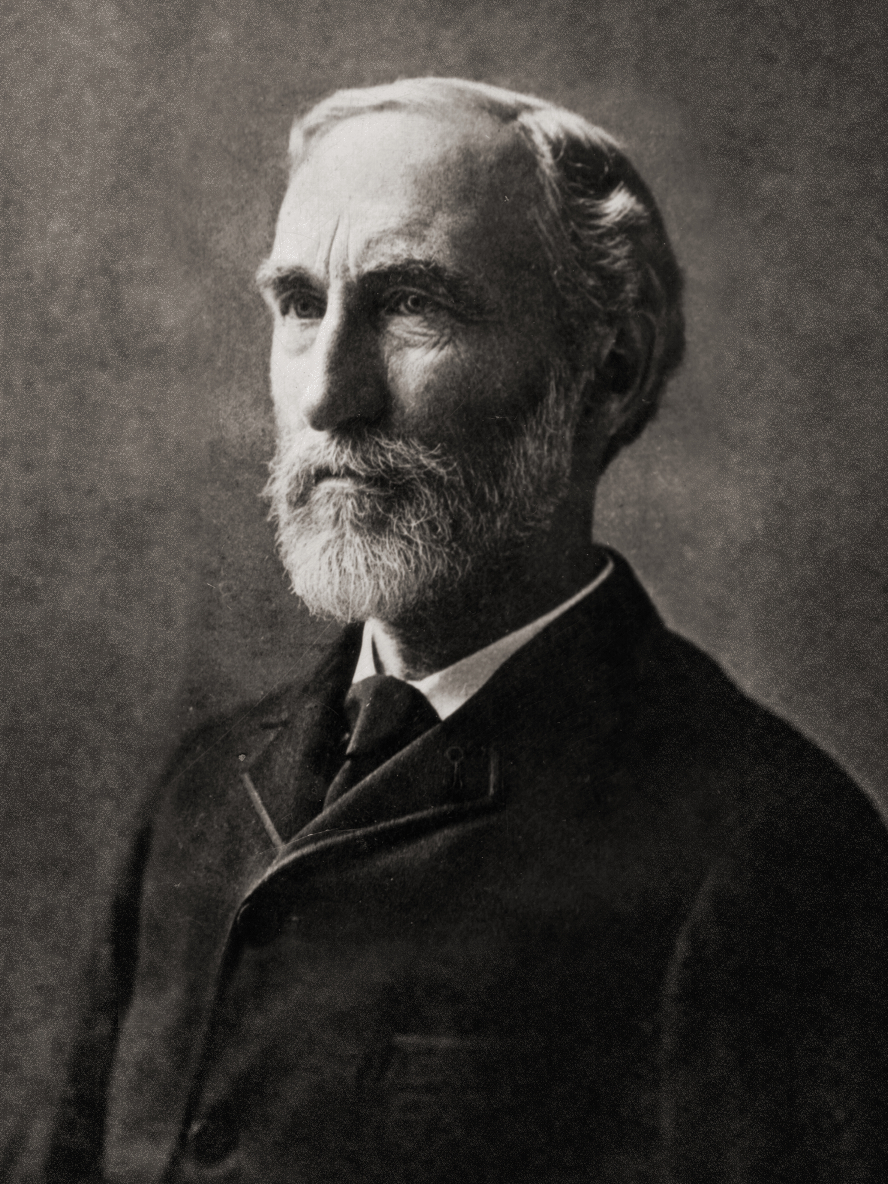
Josiah Willard Gibbs (1839–1903)

- Gibbs, Katharine (1863–1934), Gründerin und jahrelang die Direktorin der Gibbs-Schulen, höherer Fachschulen
- Gibbs, Katrina (* 1959), australische Hochspringerin
- Gibbs, Kieran (* 1989), englischer Fußballspieler
- Gibbs, Lauren (* 1984), US-amerikanische Bobfahrerin
- Gibbs, Lilian Suzette (1870–1925), britische Botanikerin
- Gibbs, Lois (* 1951), amerikanische Umweltaktivistin
- Gibbs, Marla (* 1931), US-amerikanische Schauspielerin, Sängerin und Serienproduzentin
- Gibbs, Melvin, US-amerikanischer Bassist
- Gibbs, Michael (* 1937), britischer Jazzmusiker
- Gibbs, Nick (* 1980), australischer Musiker
- Gibbs, Nicole (* 1993), US-amerikanische Tennisspielerin
- Gibbs, Nigel (* 1965), englischer Fußballspieler und Trainer
- Gibbs, Norman H. (1910–1990), britischer Militärhistoriker
- Gibbs, Oliver Wolcott (1822–1908), US-amerikanischer Chemiker
- Gibbs, Pearl (1901–1983), politische Führerin der Aborigines
- Gibbs, Richard (* 1955), US-amerikanischer Filmkomponist
- Gibbs, Robert (* 1971), US-amerikanischer Sprecher des Weißen Hauses
- Gibbs, Roger (1934–2018), britischer Finanzier und Philanthrop
- Gibbs, Roland (1921–2004), britischer Generalfeldmarschall
- Gibbs, Rory (* 1994), britischer Ruderer
- Gibbs, Terri (* 1954), US-amerikanische Country-Sängerin
- Gibbs, Terry (* 1924), amerikanischer Jazz-Vibraphonist
- Gibbs, Thomas Nicholson (1821–1883), kanadischer Unternehmer und Politiker
- Gibbs, W. Benjamin (1889–1940), US-amerikanischer Politiker
- Gibbs, William C. (1789–1871), US-amerikanischer Politiker
- Gibbs-Smith, Charles H. (1909–1981), britischer Erfinder und ein Pionier der Luftfahrt
- Gibbs-White, Morgan (* 2000), englischer Fußballspieler

### Gibe
- Gibe, Bob (1928–2005), US-amerikanischer Schwimmer
- Gibel Mevorach, Katya (* 1952), US-amerikanisch-israelische Anthropologin
- Gibel, Otto (1612–1682), deutscher Musiktheoretiker und Komponist
- Gibelli, Lorenzo (1718–1812), italienischer Komponist, Sänger und Gesangslehrer
- Gibellini, Sandro (* 1957), italienischer Jazzmusiker (Gitarre, Komposition)
- Gibens, François (1896–1964), belgischer Turner
- Gibernau, Sete (* 1972), spanischer MotorradrennfahrerSete Gibernau (* 1972)

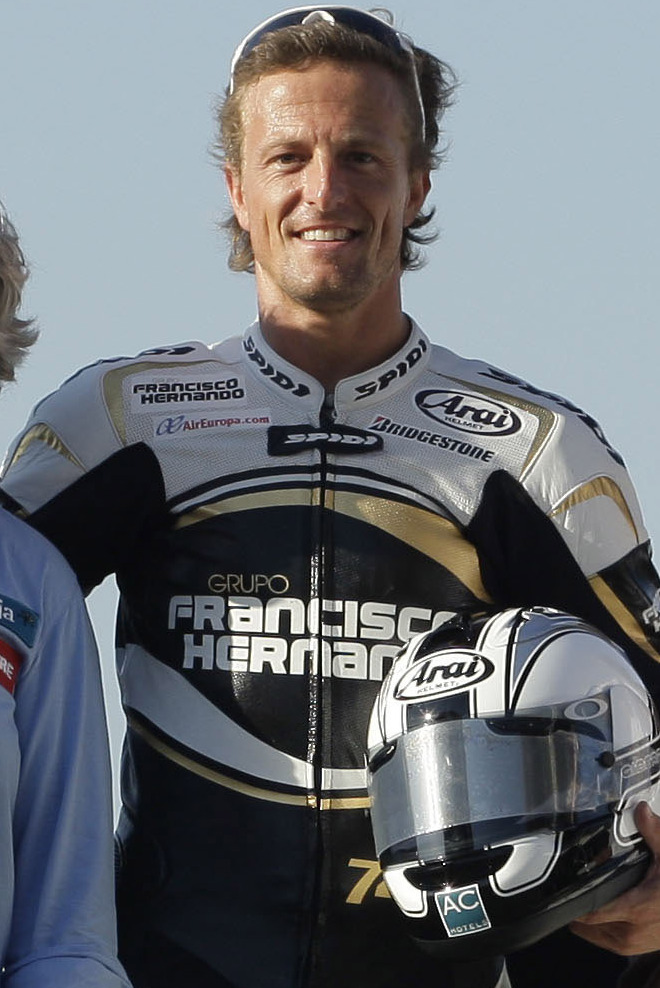
Sete Gibernau (* 1972)

- Gibert i Camins, Joan (1890–1966), katalanischer Pianist, Cembalist, Komponist und Musikpädagoge
- Gibert i Serra, Vicenç Maria de (1879–1939), katalanischer Komponist, Organist und Musikkritiker
- Gibert Vallès, Manel (* 1966), andorranischer Lyriker
- Gibert, Alain (1947–2013), französischer Jazzmusiker
- Gibert, Ernest (1823–1909), russischer Architekt und Hochschullehrer
- Gibert, Francisco (1900–1979), spanischer Wasserballspieler
- Gibert, Júlia (* 1997), spanische Schauspielerin
- Gibert, Luis (1903–1979), spanischer Wasserballspieler
- Gibert, Matthias P. (* 1960), französischer Autor deutschsprachiger Kriminalromane
- Gibertini, Giovanni Paolo (1922–2020), italienischer Ordensgeistlicher, Benediktinerabt und Bischof von Reggio Emilia-Guastalla
- Gibéryen, Gaston (* 1950), luxemburgischer Politiker, ehemaliges Mitglied der Chambre und Gewerkschafter
- Gibezzi, Luigi (1883–1956), italienischer Ingenieur, Fußballspieler und -funktionär

### Gibi
- Gibiard, Paul (* 1878), französischer Turner
- Gibica, König der Burgunden
- Gibiec, Christiane (* 1949), deutsche Schriftstellerin
- Gibier, Charles (1849–1931), französischer Bischof
- Gibilisco, Giuseppe (* 1979), italienischer Stabhochspringer
- Gibis, Max (* 1973), deutscher Politiker (CSU), MdL

### Gibl
- Giblin, John (1952–2023), britischer Bassist
- Giblin, William (1840–1887), australischer Politiker, Premierminister von Tasmanien

### Gibn
- Gibney, Alex (* 1953), US-amerikanischer Regisseur, Drehbuchautor und Filmproduzent
- Gibney, Rebecca (* 1964), neuseeländische SchauspielerinRebecca Gibney (* 1964)

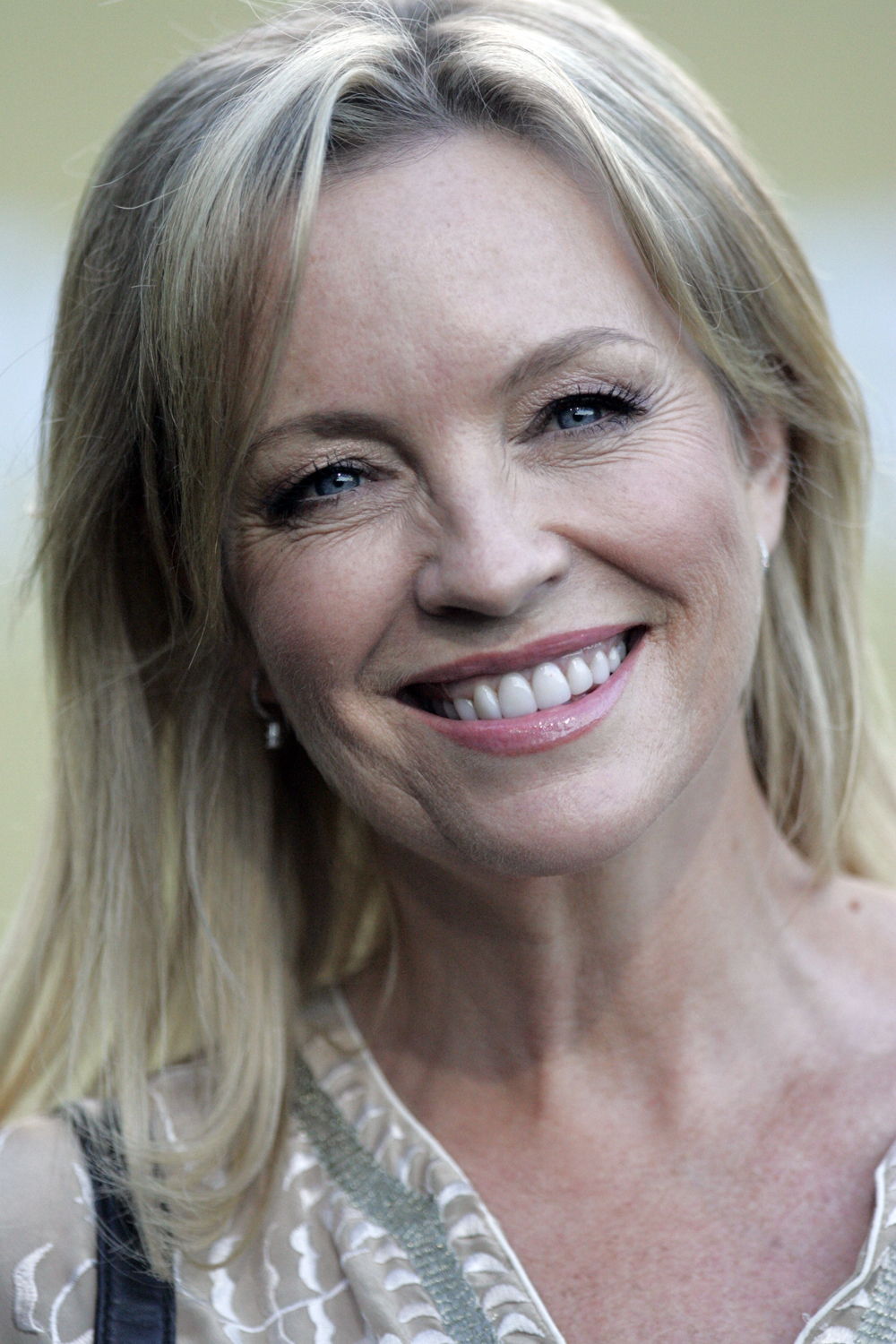
Rebecca Gibney (* 1964)

- Gibney, Sheridan (1903–1987), US-amerikanischer Drehbuchautor
- Gibney, Sinéad, irische Politikerin der Social Democrats (Daonlathaigh Shóisialta)
- Gibney, Susan (* 1961), US-amerikanische Schauspielerin

### Gibo
- Gibo, Yukihide (* 1996), japanischer Fußballspieler
- Gibon, Pascal (* 1961), französischer Autorennfahrer und Unternehmer
- Gibon, Richard (1872–1947), deutscher Landschaftsmaler
- Gibowski, Wolfgang (* 1942), deutscher Politiker und Politikwissenschaftler

### Gibr
- Gibran, Khalil (1883–1931), libanesischer Künstler und DichterKhalil Gibran (1883–1931)

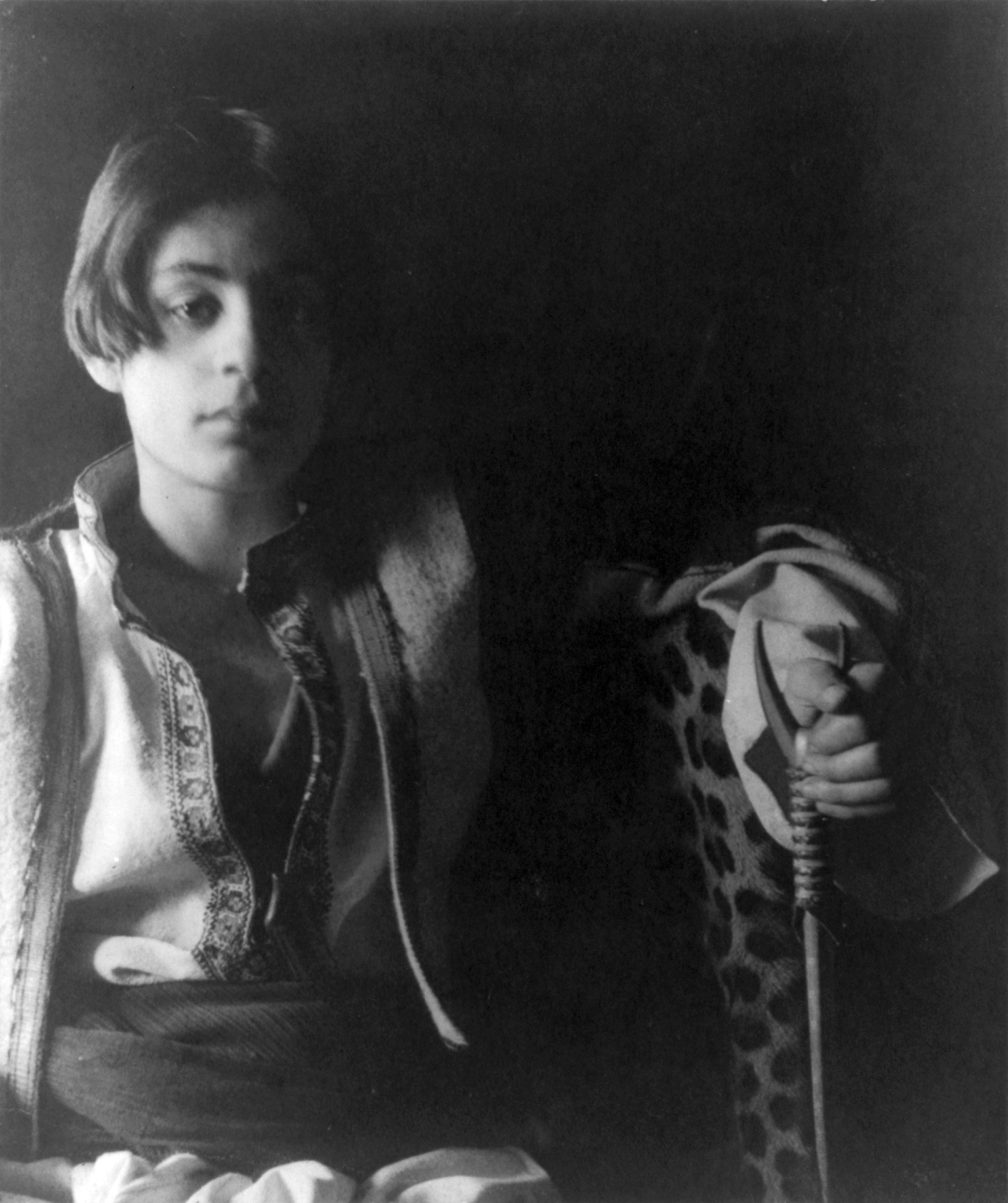
Khalil Gibran (1883–1931)

- Gibrat, Jean-Pierre (* 1954), französischer Comiczeichner und -autor

### Gibs
- Gibs, Neal (* 2002), deutscher Fußballspieler
- Gibson, Alex, Tontechniker
- Gibson, Alfred († 1874), Entdeckungsreisender in Australien
- Gibson, Althea (1927–2003), US-amerikanische Tennisspielerin
- Gibson, Andy (1913–1961), US-amerikanischer Jazztrompeter, Arrangeur und Komponist des Swing
- Gibson, Anne (* 1968), schottische Badmintonspielerin
- Gibson, Anne, Baroness Gibson of Market Rasen (1940–2018), britische Gewerkschafterin und Autorin
- Gibson, Antonio (* 1998), US-amerikanischer Footballspieler
- Gibson, Banu (* 1947), amerikanische Sängerin des traditionellen Jazz
- Gibson, Barbara (* 1962), britische Politikerin, MdEP
- Gibson, Ben (* 1958), britischer Filmproduzent
- Gibson, Ben (* 1993), englischer Fußballspieler
- Gibson, Bill (* 1951), US-amerikanischer Rockmusiker
- Gibson, Billy, US-amerikanischer Bluesmusiker (Mundharmonika)
- Gibson, Bob (1931–1996), US-amerikanischer Musiker
- Gibson, Bob (1935–2020), US-amerikanischer Baseballspieler
- Gibson, Brian (1944–2004), britischer Filmregisseur
- Gibson, Byron, britischer Schauspieler, Stuntman und Filmschaffender
- Gibson, Carl (* 1959), deutscher Schriftsteller und Philosoph
- Gibson, Carl (* 1988), britischer Biathlet
- Gibson, Carol (* 1964), kanadische Skilangläuferin
- Gibson, Catherine (1931–2013), britische Schwimmerin
- Gibson, Charles, US-amerikanischer Spezialeffektkünstler
- Gibson, Charles (* 1943), US-amerikanischer Journalist
- Gibson, Charles Dana (1867–1944), US-amerikanischer Cartoonist und IllustratorCharles Dana Gibson (1867–1944)

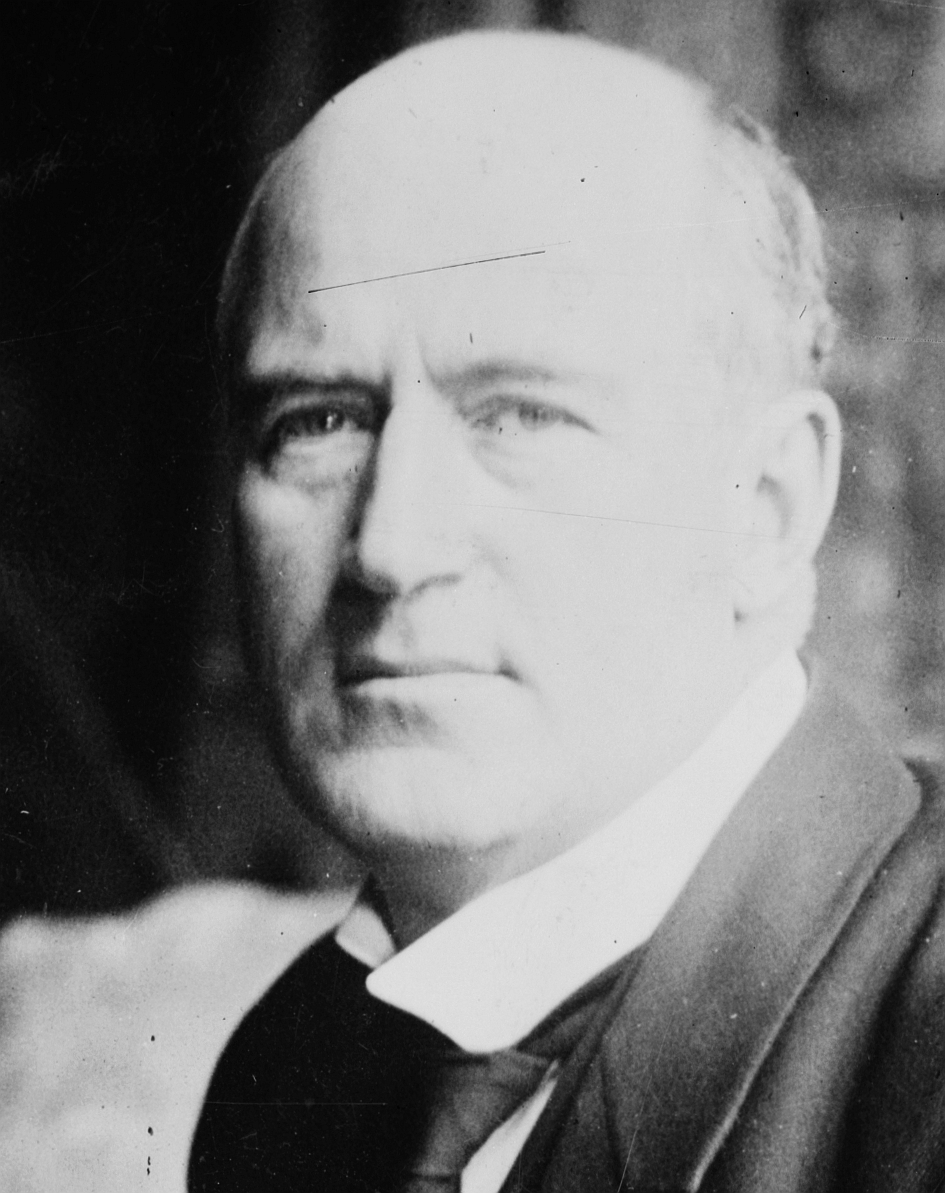
Charles Dana Gibson (1867–1944)

- Gibson, Charles E. (1925–2017), US-amerikanischer Jurist und Politiker
- Gibson, Charles Hopper (1842–1900), US-amerikanischer Politiker
- Gibson, Cheryl (* 1959), kanadische Schwimmerin
- Gibson, Chris (* 1964), US-amerikanischer Politiker
- Gibson, Christopher (* 1992), finnischer Eishockeytorwart
- Gibson, Colin (* 1948), australischer Szenenbildner
- Gibson, Colin (* 1960), englischer Fußballspieler
- Gibson, Colin W. G. (1891–1974), Politiker der Liberalen Partei Kanadas und Offizier der Canadian Army
- Gibson, Dan (* 1956), kanadischer Historiker
- Gibson, Daniel (* 1986), US-amerikanischer Basketballspieler
- Gibson, Danielle (* 2001), englische Cricketspielerin
- Gibson, Danny (* 1984), US-amerikanischer Basketballspieler
- Gibson, Darron (* 1987), irischer Fußballspieler
- Gibson, David, US-amerikanischer Jazzmusiker (Posaune)
- Gibson, David F. (* 1953), US-amerikanischer Jazzmusiker (Schlagzeug)
- Gibson, Debbie (* 1970), US-amerikanische Sängerin, Schauspielerin und SongschreiberinDebbie Gibson (* 1970)

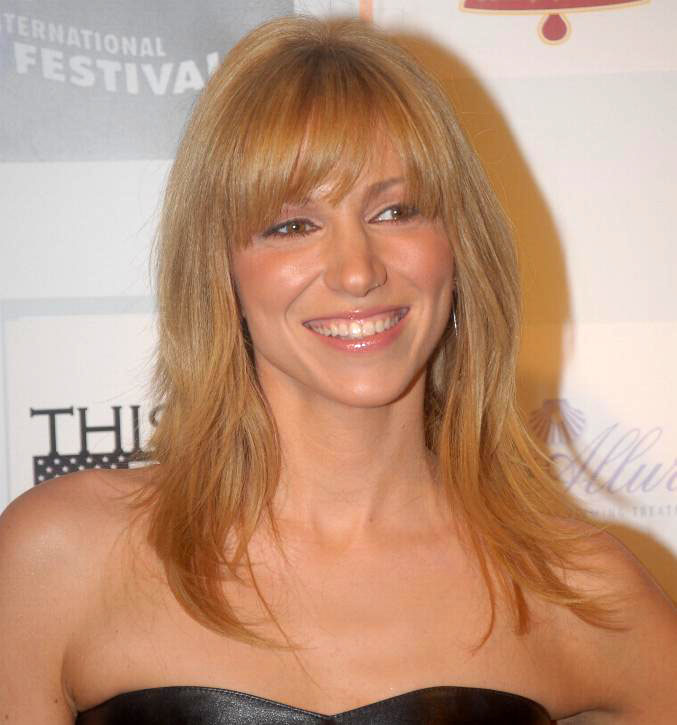
Debbie Gibson (* 1970)

- Gibson, Dick (1918–2010), britischer Formel-1-Fahrer
- Gibson, Don (1928–2003), US-amerikanischer Country-Sänger und Songschreiber
- Gibson, Don (* 1929), englischer Fußballspieler
- Gibson, Dorothy (1889–1946), US-amerikanische StummfilmdarstellerinDorothy Gibson (1889–1946)

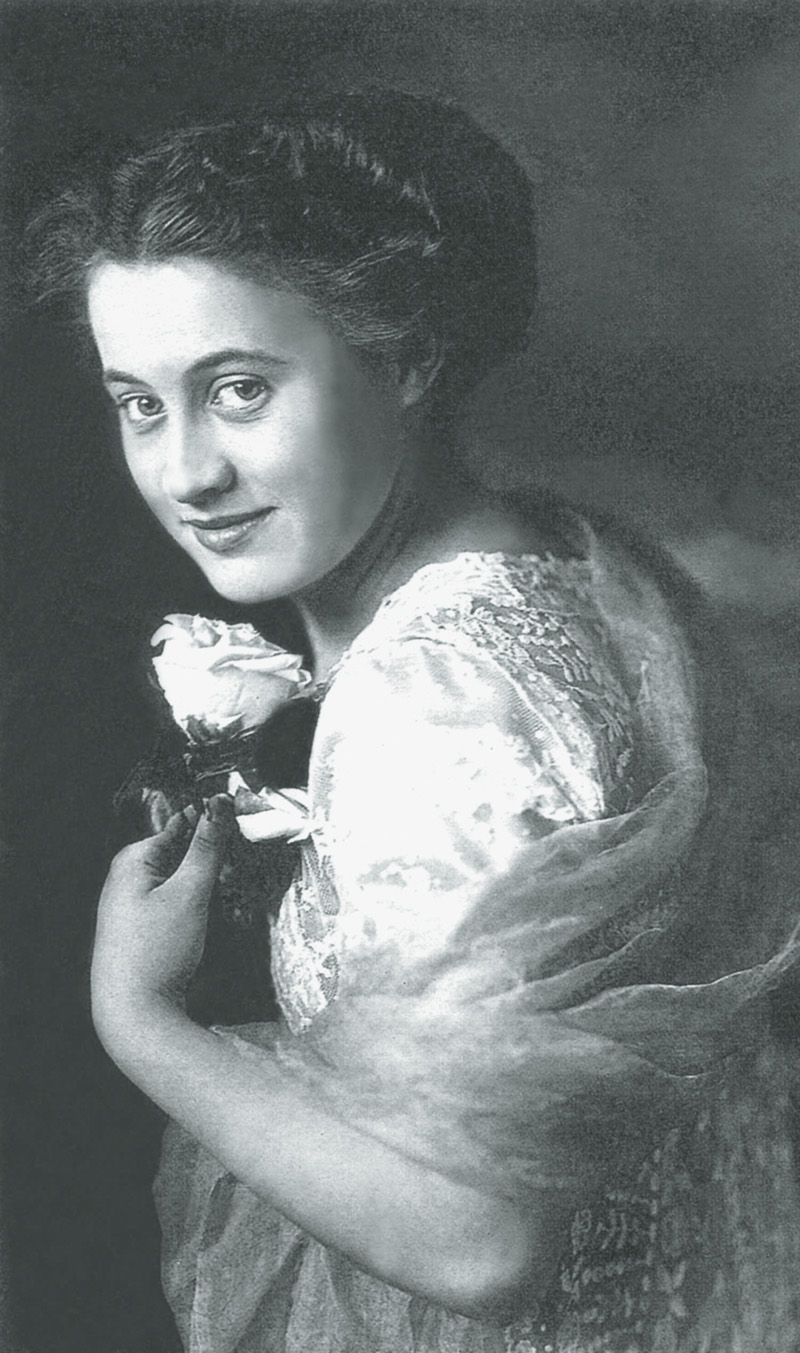
Dorothy Gibson (1889–1946)

- Gibson, Drew (* 1985), US-amerikanischer Basketballspieler
- Gibson, Duff (* 1966), kanadischer Skeletonfahrer
- Gibson, Edmund (1669–1748), englischer anglikanischer Bischof
- Gibson, Edward George (* 1936), US-amerikanischer Astronaut
- Gibson, Edward, 1. Baron Ashbourne (1837–1913), britischer Politiker der Conservative Party, Unterhausabgeordneter und Peer
- Gibson, Edward, 4. Baron Ashbourne (1933–2020), britischer Peer, Marineoffizier und Politiker (Conservative Party)
- Gibson, Eleanor J. (1910–2002), US-amerikanische Entwicklungspsychologin
- Gibson, Emily Patricia (1864–1947), neuseeländische Suffragette, Journalistin und politische Aktivistin
- Gibson, Ernest junior (1901–1969), US-amerikanischer Politiker
- Gibson, Ernest senior (1871–1940), US-amerikanischer Politiker (Republikanische Partei)
- Gibson, Eustace (1842–1900), US-amerikanischer Politiker
- Gibson, Garretson W. (1832–1910), liberianischer Präsident
- Gibson, Gary (* 1965), schottischer Science-Fiction-Autor
- Gibson, George (1905–2004), US-amerikanischer American-Football-Spieler
- Gibson, Graeme (1934–2019), kanadischer Schriftsteller und Umweltschützer
- Gibson, Greg (* 1953), US-amerikanischer Ringer
- Gibson, Grover (* 1978), US-amerikanischer Fußballspieler
- Gibson, Guy (1918–1944), britischer Offizier, Kommandeur der 617. Staffel der Royal Air Force
- Gibson, Gwendalyn (* 1999), US-amerikanische Mountainbikerin
- Gibson, Harold (1897–1960), britischer Diplomat und Nachrichtendienstler
- Gibson, Harry (1915–1991), US-amerikanischer Boogie-Pianist und Sänger
- Gibson, Helen (1892–1977), US-amerikanische Schauspielerin, Vaudeville-Künstlerin und Kunstreiterin
- Gibson, Helen, US-amerikanische Badmintonspielerin
- Gibson, Henry (1935–2009), US-amerikanischer SchauspielerHenry Gibson (1935–2009)

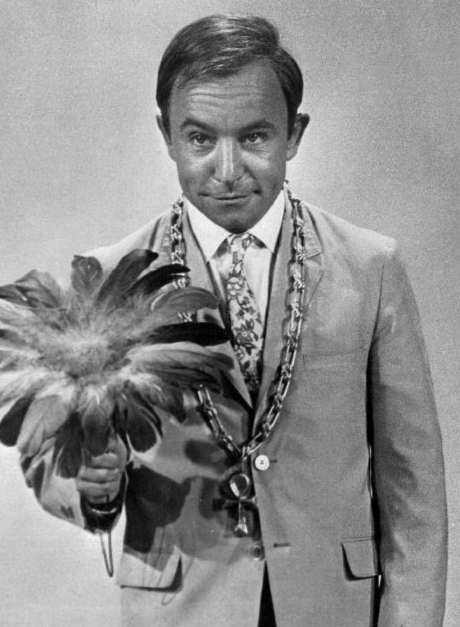
Henry Gibson (1935–2009)

- Gibson, Henry R. (1837–1938), US-amerikanischer Politiker
- Gibson, Hoot (1892–1962), US-amerikanischer Rodeoreiter und Filmschauspieler, spezialisiert auf Western
- Gibson, Hubert (1948–2023), US-amerikanischer Basketballtrainer und -spieler
- Gibson, Hugh S. (1883–1954), US-amerikanischer Diplomat
- Gibson, Jackie (1914–1944), südafrikanischer Langstreckenläufer
- Gibson, Jacob (* 1996), US-amerikanischer SchauspielerJacob Gibson (* 1996)

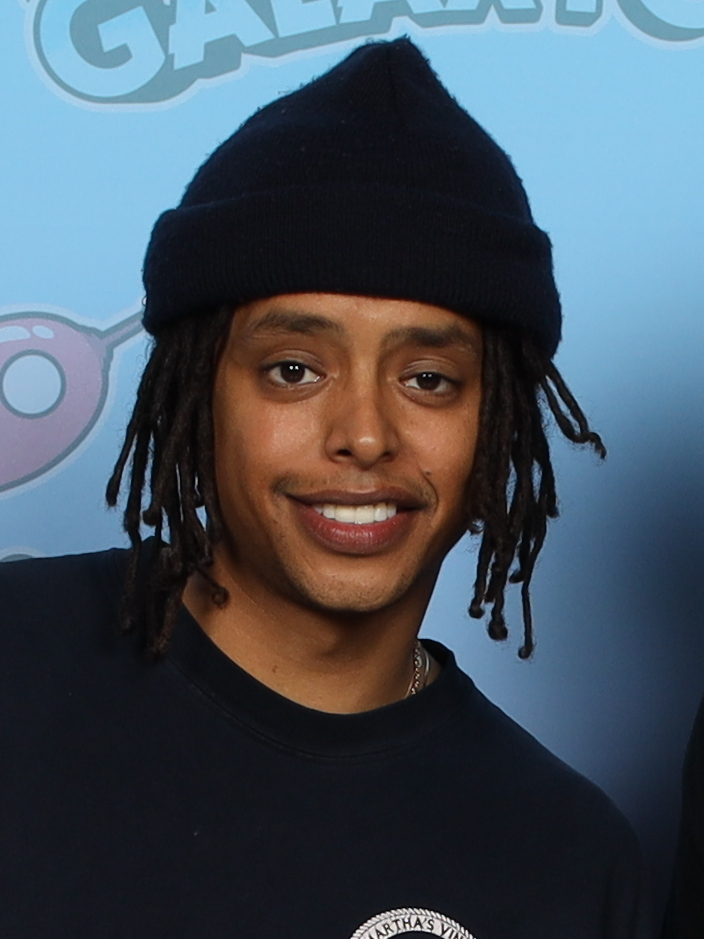
Jacob Gibson (* 1996)

- Gibson, James, US-amerikanischer Astronom
- Gibson, James (* 1980), britischer Schwimmer
- Gibson, James J. (1904–1979), US-amerikanischer Psychologe
- Gibson, James K. (1812–1879), US-amerikanischer Politiker
- Gibson, James, 1. Baronet (1849–1912), schottischer Politiker
- Gibson, Jane Audrey (1924–2008), britisch-amerikanische Mikrobiologin, Biochemikerin und Hochschullehrerin
- Gibson, Janet, amerikanische Biologin, Zoologin und Umweltschützerin
- Gibson, Jeffery (* 1990), bahamaischer Hürdenläufer
- Gibson, Jeffrey (* 1972), US-amerikanischer Maler und Bildhauer
- Gibson, John († 1822), Gouverneur von Indiana
- Gibson, John (1790–1866), englischer Bildhauer
- Gibson, John (1855–1914), schottischer Chemiker
- Gibson, John (1905–2006), US-amerikanischer Leichtathlet
- Gibson, John (* 1980), kanadischer Naturbahnrodler
- Gibson, John (* 1993), US-amerikanischer Eishockeytorwart
- Gibson, John Morison (1842–1929), kanadischer Offizier und Politiker (Ontario Liberal Party)
- Gibson, John S. (1893–1960), US-amerikanischer Politiker
- Gibson, Jon (1940–2020), US-amerikanischer Klarinettist, Saxophonist, Flötist und Komponist
- Gibson, Josh (1911–1947), US-amerikanischer Baseballspieler
- Gibson, Julie (1913–2019), US-amerikanische Schauspielerin und Sängerin
- Gibson, Ken († 2015), britischer Jazzposaunist, Arrangeur und Komponist
- Gibson, Kenneth (* 1961), schottischer Politiker
- Gibson, Kinley (* 1995), kanadische Radsportlerin
- Gibson, Lacy (1936–2011), US-amerikanischer Bluesmusiker
- Gibson, Laura, US-amerikanische Alternative-Country-Musikerin
- Gibson, Laurieann (* 1969), kanadische Choreografin, Schauspielerin und Creative Directorin
- Gibson, Leah (* 1985), kanadische Schauspielerin
- Gibson, Lee (* 1991), schottische Fußballspielerin
- Gibson, Leonard (1881–1957), chilenischer Fußballspieler
- Gibson, Lewis (* 1994), britischer Eiskunstläufer
- Gibson, Lois (1930–2007), US-amerikanische Drehbuchautorin
- Gibson, Margaret (1948–2006), kanadische Schriftstellerin
- Gibson, Margaret Dunlop (1843–1920), schottische Theologin und Orientalistin
- Gibson, Margie (* 1917), US-amerikanische Arrangeurin und Songwriterin
- Gibson, Mark (* 1956), US-amerikanischer Dirigent
- Gibson, Matt (* 1953), schottischer Snookerspieler
- Gibson, Matthew (* 1996), britischer Radsportler
- Gibson, Maurice (1913–1987), britischer Richter
- Gibson, Mel (* 1956), US-amerikanischer Schauspieler, Filmregisseur und ProduzentMel Gibson (* 1956)

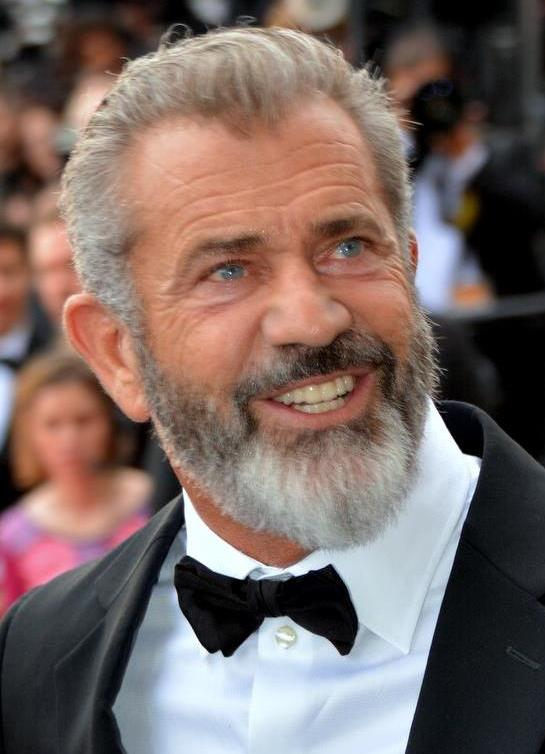
Mel Gibson (* 1956)

- Gibson, Michael (* 1990), US-amerikanischer Biathlet
- Gibson, Millie (* 2004), britische Schauspielerin
- Gibson, Mimi (* 1948), US-amerikanische Schauspielerin
- Gibson, Orville H. (1856–1918), US-amerikanischer Musikinstrumentebauer und Unternehmer (Gibson Guitars)
- Gibson, Paris (1830–1920), US-amerikanischer Unternehmer und Politiker
- Gibson, Patricia (* 1968), schottische Politikerin
- Gibson, Patrick (* 1995), irischer SchauspielerPatrick Gibson (* 1995)

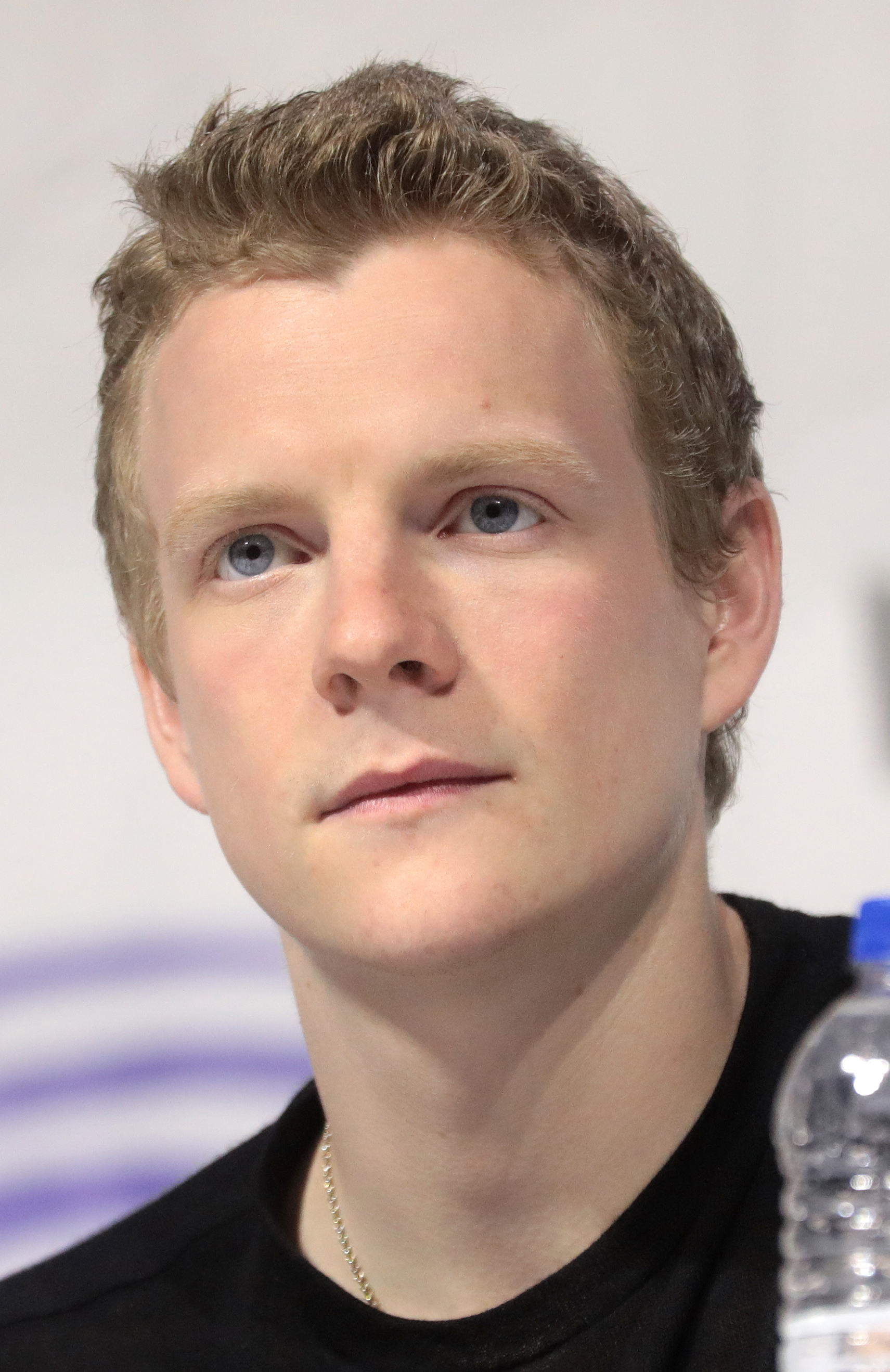
Patrick Gibson (* 1995)

- Gibson, Patrick, Baron Gibson (1916–2004), britischer Politiker, Verleger und Manager
- Gibson, Paul (* 1963), englischer Snookerspieler
- Gibson, Peter J. (1934–2010), britischer Mikrowellen-Ingenieur
- Gibson, Phil (* 1978), kanadischer Canadian-Football-Spieler
- Gibson, Quentin H. (1918–2011), britisch-US-amerikanischer Biochemiker
- Gibson, Ralph (* 1939), US-amerikanischer Fotograf
- Gibson, Randall L. (1832–1892), US-amerikanischer Politiker (Demokratische Partei)
- Gibson, Reginald Oswald (1902–1983), britischer Chemiker
- Gibson, Rob (* 1945), schottischer Politiker
- Gibson, Robert (1928–2008), britischer Bauingenieur (Geotechnik)
- Gibson, Robert (* 1986), kanadischer Ruderer
- Gibson, Robert Lee (* 1946), US-amerikanischer Astronaut
- Gibson, Ron (1904–1959), britischer Autorennfahrer
- Gibson, Roy (* 1924), britischer Raumfahrtfunktionär
- Gibson, Shane (1979–2014), US-amerikanischer Musiker
- Gibson, Sloan D., US-amerikanischer Politiker
- Gibson, Steve (* 1972), kanadischer Eishockeyspieler
- Gibson, Sue (1952–2016), britische Kamerafrau
- Gibson, Sybil (1908–1995), US-amerikanische Künstlerin der Outsider Art
- Gibson, Sylvia (1919–1974), schwedische Landschaftsarchitektin, Lehrerin und Verfasserin
- Gibson, Taj (* 1985), US-amerikanischer Basketballspieler
- Gibson, Talia (* 2004), australische Tennisspielerin
- Gibson, Thomas (1750–1814), US-amerikanischer Politiker
- Gibson, Thomas (1915–1993), schottischer Chirurg und Immunologe
- Gibson, Thomas (* 1962), US-amerikanischer Schauspieler und RegisseurThomas Gibson (* 1962)

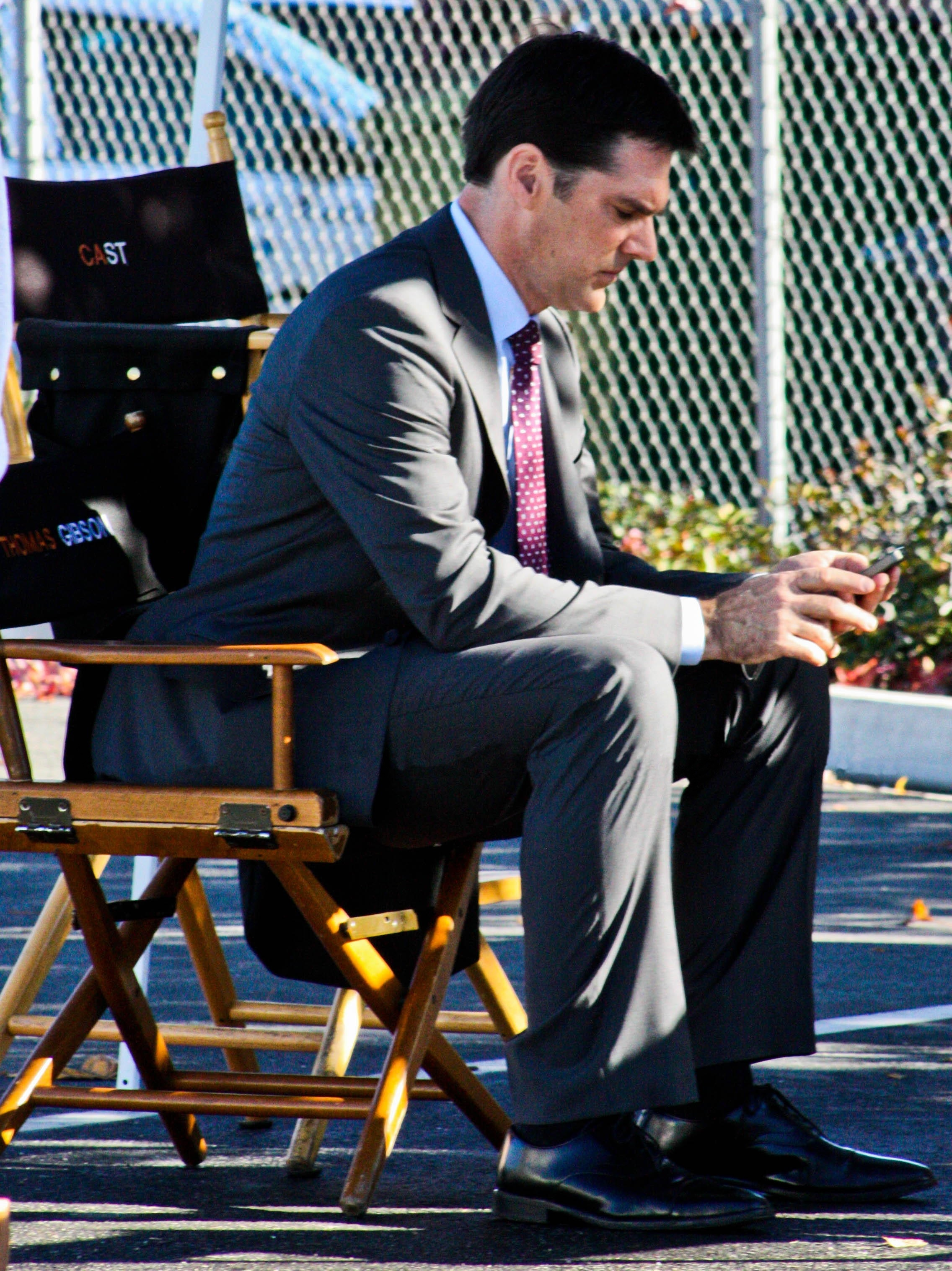
Thomas Gibson (* 1962)

- Gibson, Thomas Milner (1806–1884), britischer Politiker, Mitglied des House of Commons
- Gibson, Tyrese (* 1978), afroamerikanischer R&B-Sänger, Rapper, Schauspieler und Model
- Gibson, Violet (1876–1956), irische Widerstandskämpferin
- Gibson, Virginia (1925–2013), US-amerikanische Tänzerin, Film-, Fernseh- und Musicaldarstellerin
- Gibson, Vivian (1893–1981), britische Schauspielerin, Literaturagentin und Schriftstellerin
- Gibson, W. R., US-amerikanischer Lacrossespieler
- Gibson, Walter Brown (1897–1985), US-amerikanischer Journalist, Schriftsteller und Zauberkünstler
- Gibson, Walter S. (1932–2018), US-amerikanischer Kunsthistoriker und Hochschullehrer
- Gibson, Wilfrid Wilson (1878–1962), britischer Lyriker
- Gibson, William (1914–2008), US-amerikanischer Dramatiker
- Gibson, William (1927–2006), kanadischer Eishockeyspieler
- Gibson, William (* 1948), US-amerikanischer Science-Fiction-AutorWilliam Gibson (* 1948)

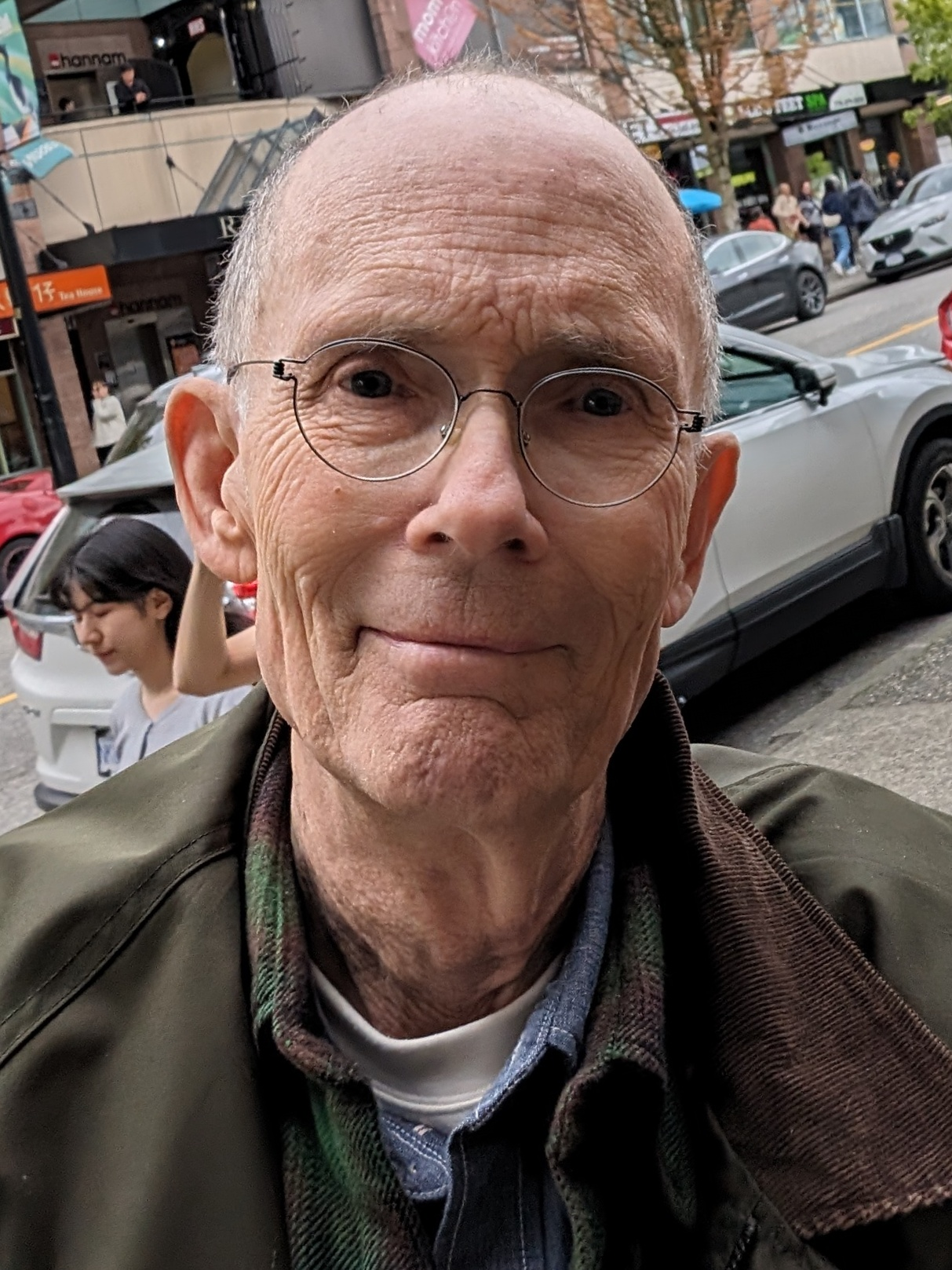
William Gibson (* 1948)

- Gibson, William Harvey (1821–1894), US-amerikanischer Jurist, Offizier und Politiker
- Gibson, Willis (* 2010), US-amerikanischer Tetris-Spieler
- Gibson, Zack (* 1990), englischer Wrestler
- Gibson-Carmichael, Thomas, 1. Baron Carmichael (1859–1926), britischer Politiker, Gouverneur von Madras, Bengalen und Victoria
- Gibson-Watt, David, Baron Gibson-Watt (1918–2002), britischer Politiker, Mitglied des House of Commons
- Gibsone, Alexander (1770–1836), schottischer Kaufmann in Danzig

### Gibt
- Gibtner, Horst (1940–2006), deutscher Politiker (CDU), MdB

### Gibu
- Gibuld, alamannischer König